# Haramaki dō
La haramaki dō (腹巻) è una corazza giapponese tradizionale in uso prima dell'introduzione nel Sol Levante delle armi da fuoco occidentali.

Composta da un insieme di cuoio, metallo laccato e stoffa (fond. seta) in quantità variabili, veniva allacciata dietro la schiena del guerriero. Apparato difensivo leggero, veniva usato per gli scontri appiedati.